# 막스 폰 페텐코퍼
막스 요제프 폰 페텐코퍼(독일어: Max Joseph von Pettenkofer, 1818년 12월 3일~1901년 2월 10일)는 독일의 위생학자이자 화학자이다. 집과 통풍, 대기와 의복 등의 관계를 밝힘으로써 현대 환경 위생학의 창시자로 불린다. 뮌헨 대학의 교수로 일한 그는 전염병의 원리를 연구한 후, 그 발생의 원인은 지하수와 관계가 있음을 주장하여 세균설에 반대하였다. 로베르트 코흐가 콜레라균을 발견하였을 때는 그 균을 마셔 그의 주장을 부정하려 하였다.